# Tri Mulya
Tri Mulya is een bestuurslaag in het regentschap Tanjung Jabung Timur van de provincie Jambi, Indonesië. Tri Mulya telt 1679 inwoners (volkstelling 2010).